# Tuapoka
Tuapoka là một chi nhện trong họ Agelenidae.